# ساعة ترنادو

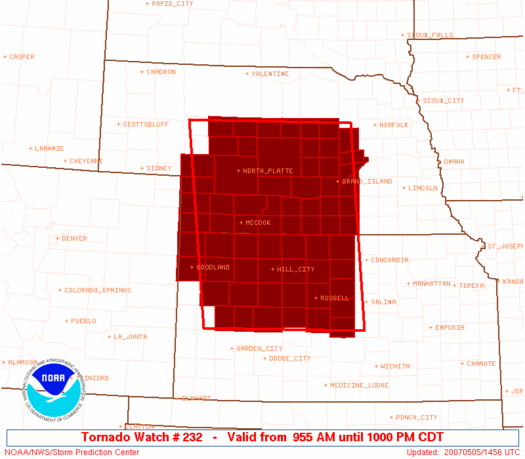
مثال على ساعة تورنادو لأجزاء من كانساس ونبراسكا، صادر عن مركز التنبؤ بالعاصفة في 5 مايو 2007.

ساعة ترنادو أو ساعة طرنادو (بالإنجليزية: Tornado watch)‏ (نفس الرمز: TOA) هي تنبيه صادر عن وكالات التنبؤ بالطقس الوطنية عندما تكون الأحوال الجوية مواتية لتطور العواصف الرعدية الشديدة القادرة على إنتاج الأعاصير ويجب عدم الخلط بين ساعة تورنادو والتحذير من إعصار. فساعة ترنادو تعني أن الظروف مواتية لحدوث إعصار، أما التحذير يعني أنه تم رصد إعصار أو التقاطه بواسطة الرادار. في معظم الحالات، توجد احتمالية لحدوث بَرَد كبير و/أو رياح مدمرة بالإضافة إلى الأعاصير.
لا تعني الساعة أن الطقس القاسي يحدث بالفعل، بل تعني فقط أن الظروف الجوية أوجدت خطرًا كبيرًا عليها. إذا حدث طقس قاسي بالفعل، فسيتم إصدار تحذير من إعصار أو تحذير شديد من عاصفة رعدية.